# Tohopesate
Unter dem Begriff Tohopesate („das Zusammensetzen“, vgl. zuhauf) versteht man den Zusammenschluss einiger als Hansestadt zu bezeichnender Städte im Spätmittelalter, besonders im 15. Jahrhundert. Die Tohopesate diente als hansisches Bündnis zur Verteidigung gegen einen militärisch-politischen Gegner, um letztlich den Handel sichern zu können. Sie wurden meist von Hansetagen beraten und beschlossen.